# La Vie et l'Art
 (avril 2016).
Si vous disposez d'ouvrages ou d'articles de référence ou si vous connaissez des sites web de qualité traitant du thème abordé ici, merci de compléter l'article en donnant les références utiles à sa vérifiabilité et en les liant à la section « Notes et références ».
La Vie et l'Art est un recueil de l'écrivain français Henry Bordeaux, publié en 1895 et en 1897 aux éditions Perrin et qui compile la majeure partie des études historiques de l'auteur.
Henry Bordeaux y étudie des destinées très diverses, tels les premières passions et amours de René de Chateaubriand, mais aussi les relations mère-enfant chez Léon Tolstoï, Anatole France, Pierre Loti, Hector Berlioz, François Coppée, Michelet. L'écrivain relate également des impressions de voyages, comme en Palestine par Eugène Fromentin ou Loti, mais consacre aussi une étude au marquis Costa de Beauregard, à René Bazin, à la vie sociale d'Étienne Lamy et enfin sur le théâtre de Jules Lemaître.
L'étude d'Henry Bordeaux se clôt par quelques opinions personnelles de l'auteur, sur l'éducation des jeunes filles, sur les grandes écoles de Paris, sur les écrivains mondains et sur De l'oubli des livres et de la beauté de la vie.

## Extraits
« Un Parisien passionné de Paris s'était cru obligé, pour faire comme tout le monde, de s'absenter un été de la capitale. Il visitait la Suisse et l'admirait par condescendance pour ses compagnons de voyage. […] Lorsqu'il vit la cascade de Pisse-Vaches, dont la gerbe d'écume étincelle au soleil, tandis que tous s'extasiaient et sortaient des interjections, il ne sut déguiser sa pensée et se contenta de dire avec mélancolie : « Cela ne vaut pas la fontaine de la place Pigalle… »
Ce mot est très significatif. […] Il était impuissant à admirer ce qui n'était pas mêlé à son souvenir, ce qui ne faisait pas pour ainsi dire partie de sa vie.
L'extrême civilisation produit de ces résultats. »

— Henry Bordeaux, « La Sensibilité des voyageurs »